# Tastungen
Tastungen település Németországban, azon belül Türingiában. Lakosainak száma 257 fő (2023. december 31.).

## Népesség
A település népességének változása:
| Lakosok száma | 226  | 216  | 252  | 258  | 257  |
|               | 2017 | 2019 | 2021 | 2022 | 2023 |